# Leiophron fumipennis
Leiophron fumipennis är en stekelart som beskrevs av Loan 1974. Leiophron fumipennis ingår i släktet Leiophron och familjen bracksteklar. Inga underarter finns listade i Catalogue of Life.